# Římskokatolická farnost Protivanov
Římskokatolická farnost Protivanov je územní společenství římských katolíků s farním kostelem Narození Panny Marie. Farnost je součástí boskovického děkanství v rámci brněnské diecéze. Do farnosti patří kromě Protivanova také vsi Bousín, Buková, Malé Hradisko, Okluky a Repechy.

## Historie farnosti
První zmínka o protivanovském kostele Narození Panny Marie je z roku 1547, ale nový, současný farní kostel pochází až z roku 1772, kdy jej nechal postavit hrabě Jan Leopold z Ditrichštejna.

## Duchovní správci
Farářem byl od 1. srpna 2011 R. D. Mgr. Zdeněk Fučík, od 27. července 2024 jím je R. D. Mgr. Pavel Sobotka, který přišel z Miroslavi.

## Bohoslužby
| Kostel                      | Místo         | Bohoslužba (den)                  | Hodina                                                                              | Poznámka     |
| --------------------------- | ------------- | --------------------------------- | ----------------------------------------------------------------------------------- | ------------ |
| Narození Panny Marie        | Protivanov    | neděle, úterý středa pátek sobota | 8:00,11:00 17:00 (zima)/18.00 (léto) 7:30 17:00 (zima)/18.00 (léto) (pro děti) 7:30 | farní kostel |
| kaple svatého Josefa        | Buková        | neděle, čtvrtek                   | 11.00 (1. neděle v měsíci) 17.00 (zima)/18.00 (léto)                                | kaple        |
| kaple Panny Marie Růžencové | Malé Hradisko | sobota                            | 17.00 (zima) 18.00 (léto)                                                           | kaple        |

## Aktivity ve farnosti
Výuka náboženství probíhá na základní škole v Protivanově. Od roku 2004 vychází farní zpravodaj Vánek.
Na 11. února připadá Den vzájemných modliteb farností za bohoslovce a bohoslovců za farnosti brněnské diecéze. Adorační den se koná nejbližší neděli po 11. prosinci.
Ve farnosti se pravidelně pořádá tříkrálová sbírka. V roce 2017 dosáhl výtěžek sbírky v Protivanově 36 482 korun.

## Fotogalerie

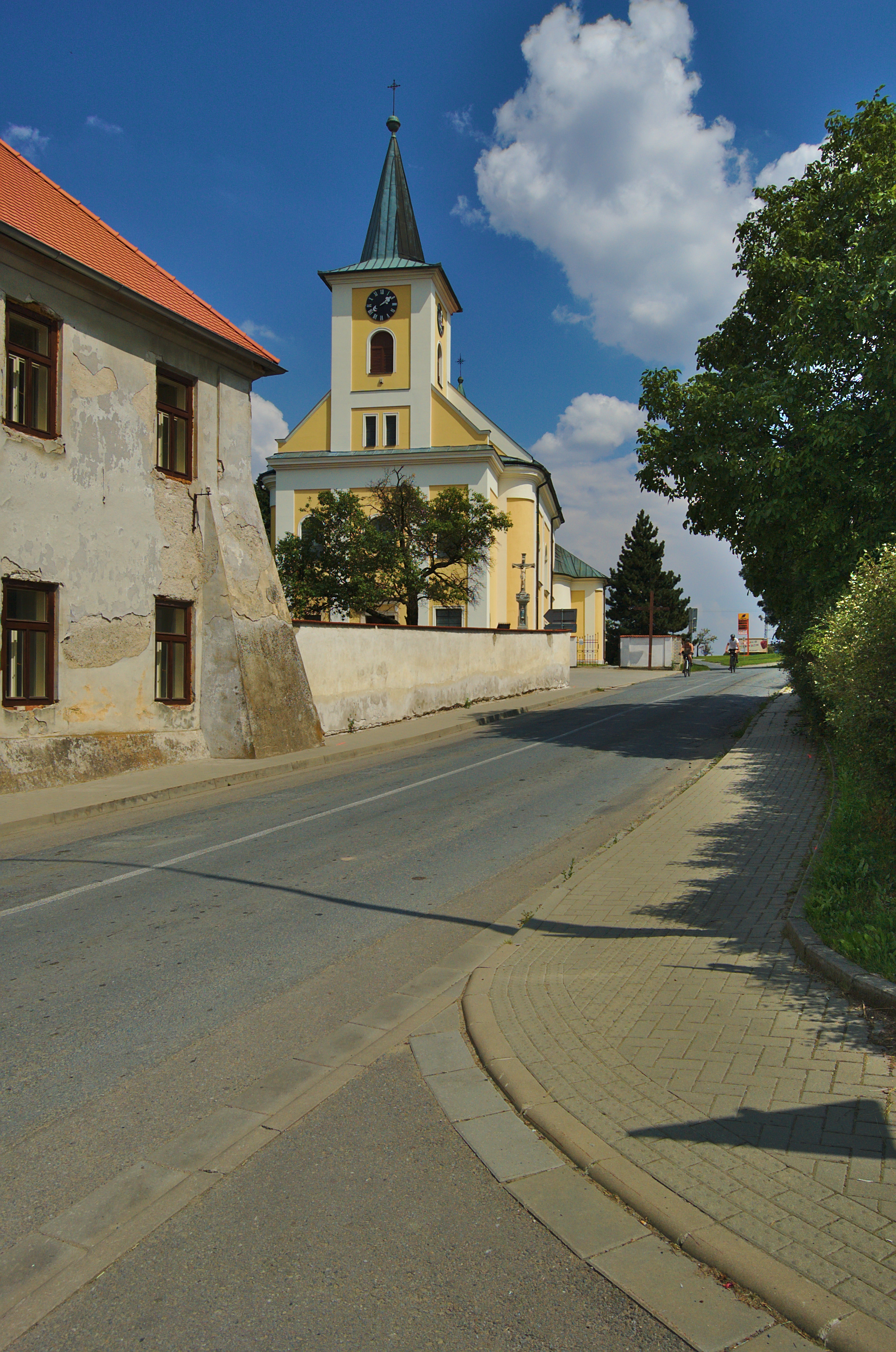
Kostel Narození Panny Marie, Protivanov
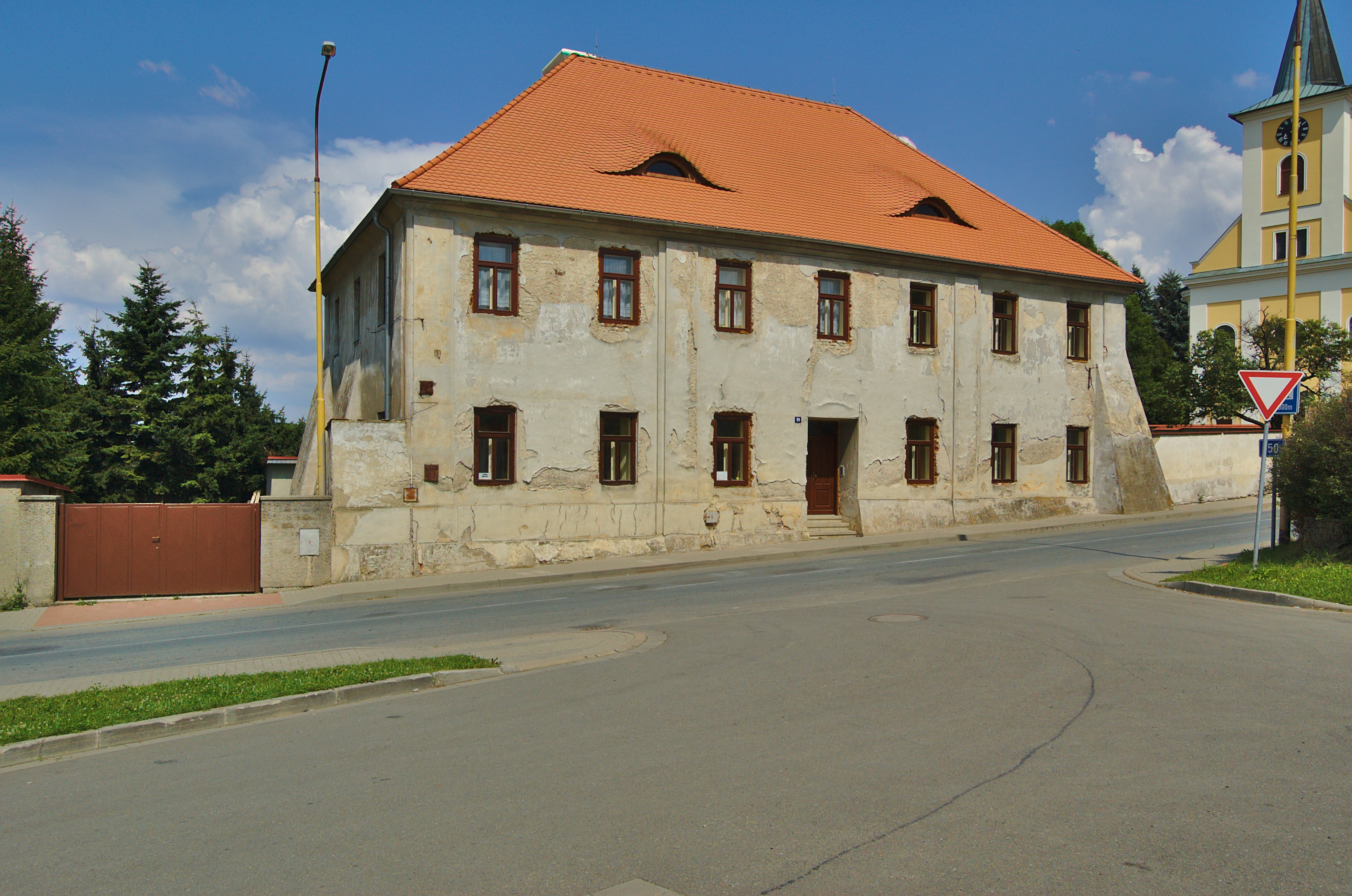
Fara, Protivanov
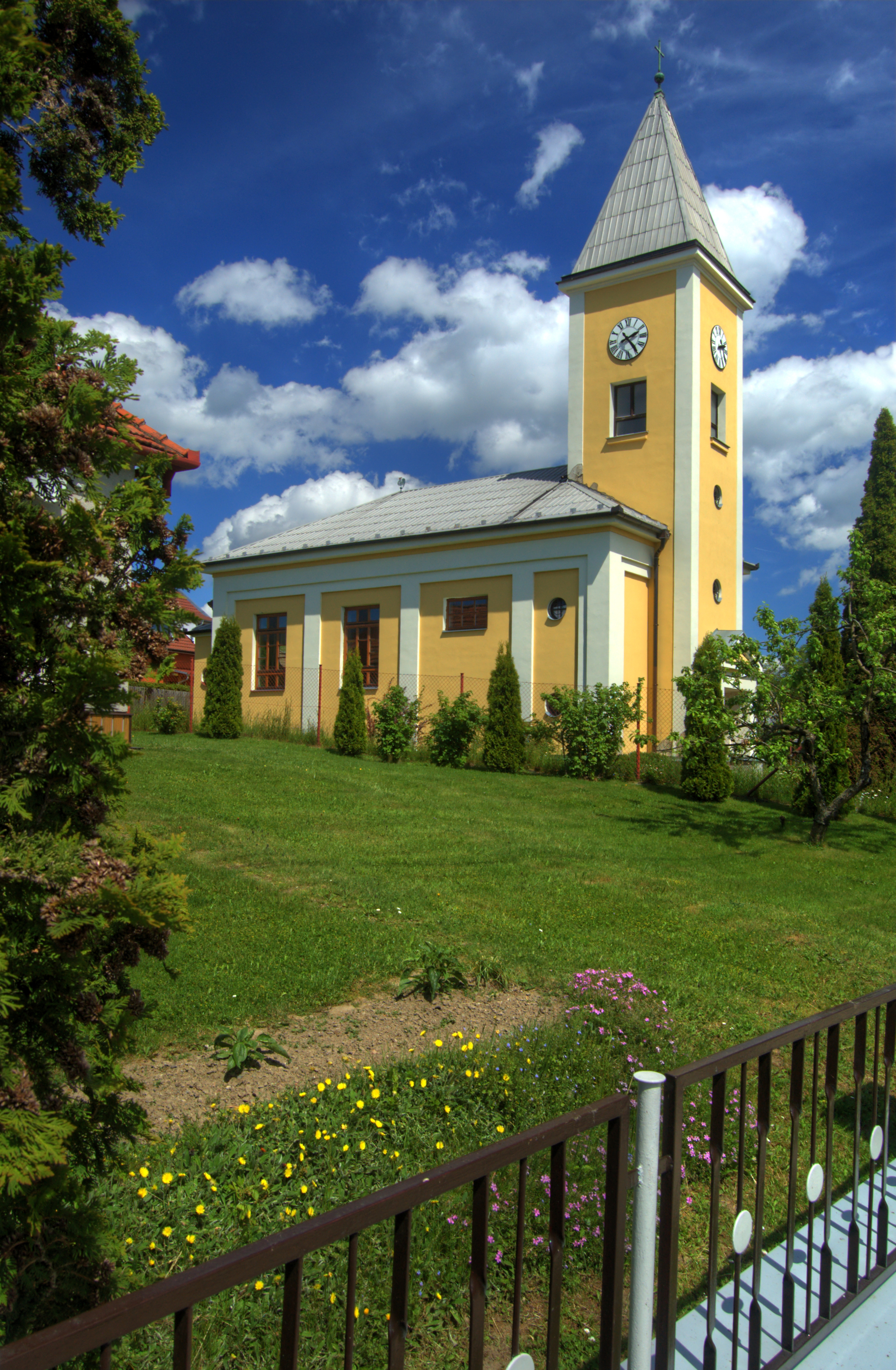
Kaple svatého Josefa, Buková
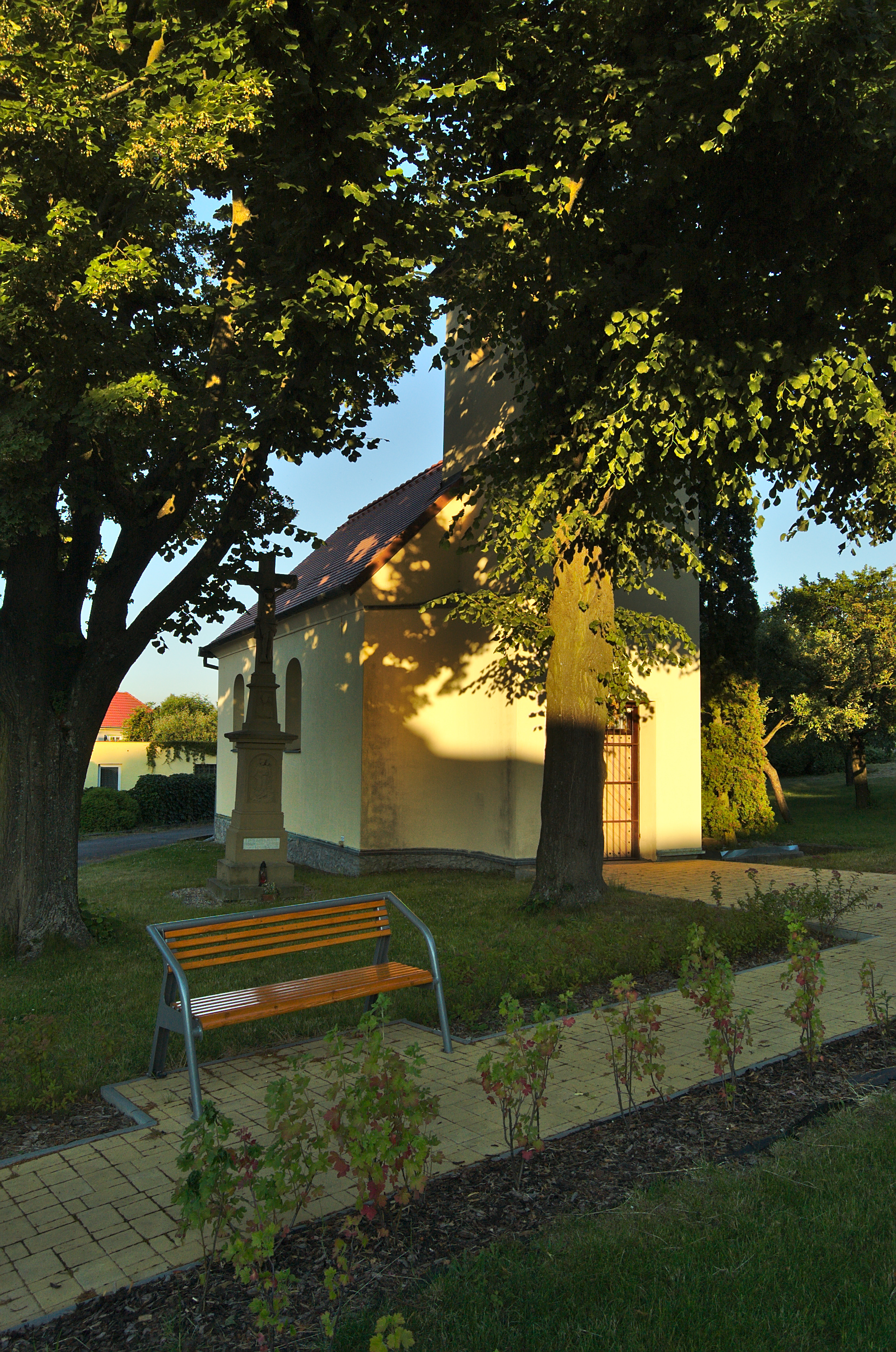
Kaple, Malé Hradisko
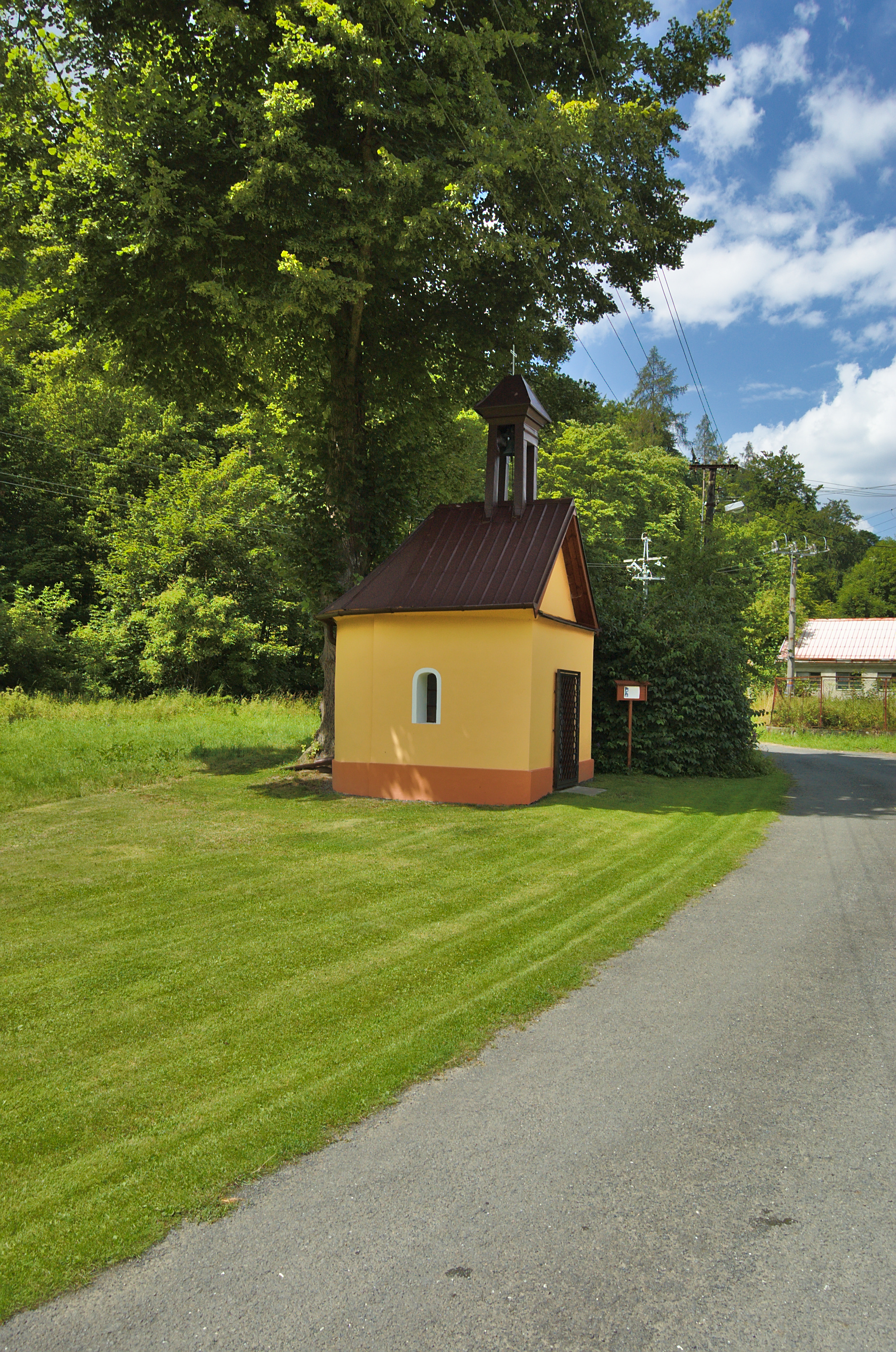
Kaplička, Okluky, Malé Hradisko
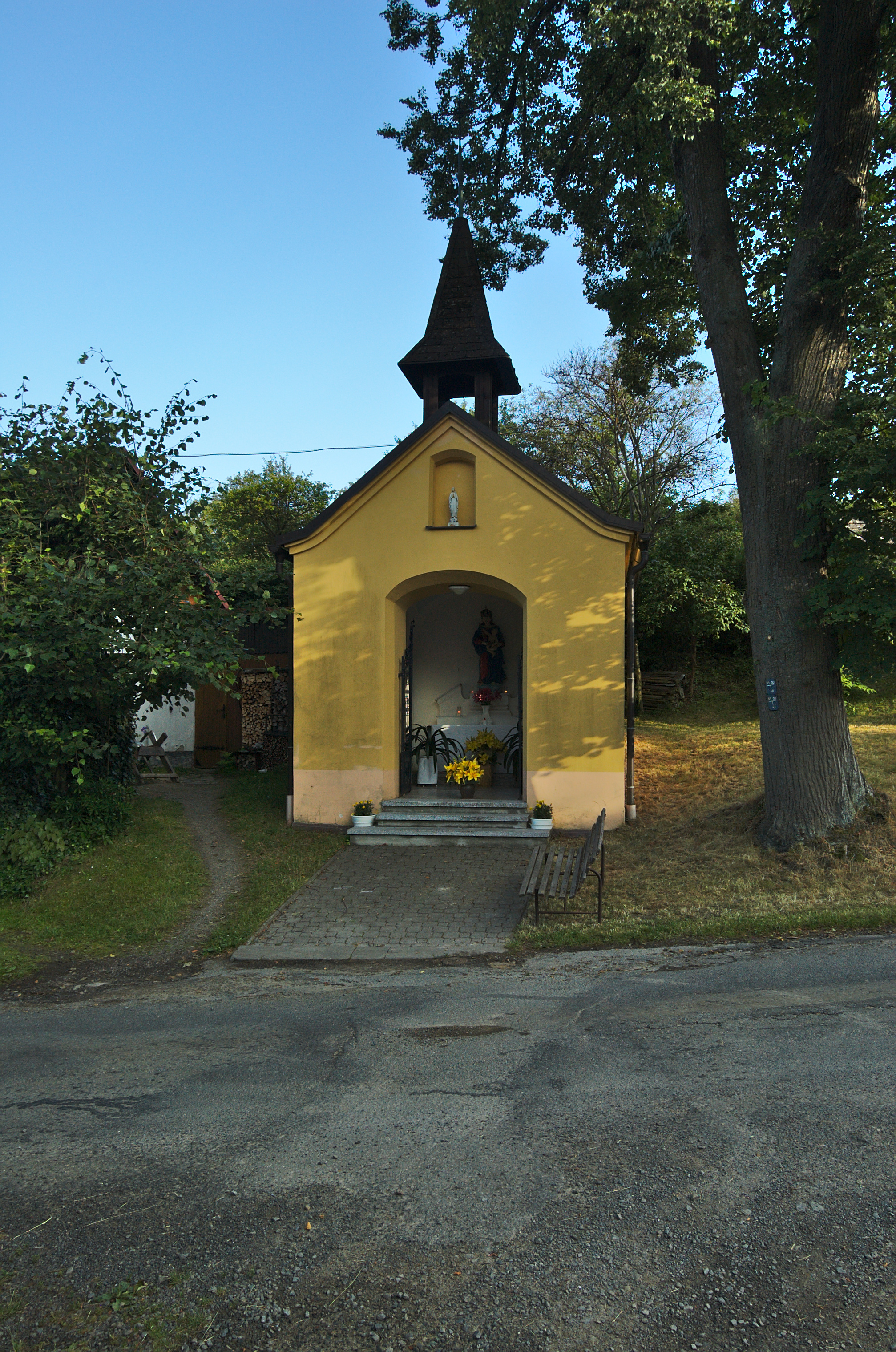
Kaplička, Repechy, Bousín
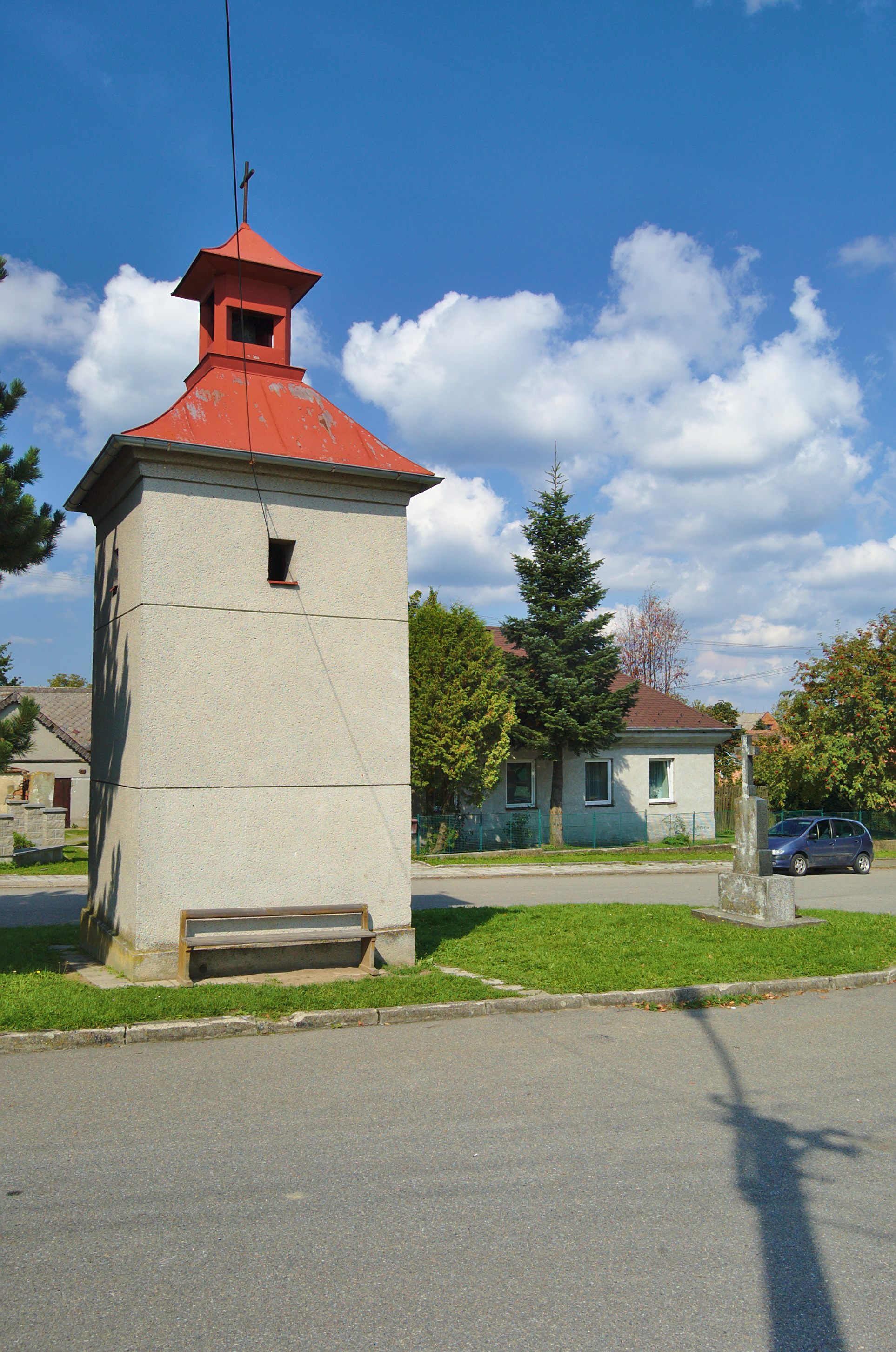
Zvonice, Bousín